# موحا والحسين أشيبان
موحى والحسين أشيبان المعروف أيضا بالمايسترو (1916 - 19 فبراير 2016م) فنان مغربي وأحد أشهر مؤدي رقصة أحيدوس، وهي رقصة أمازيغية تراثية ذات طابع فلكلوري.

## سيرته
ترعرع موحى والحسين أشيبان وعاش بمنطقة قروية في نواحي مدينة أزرو بالأطلس. كان يرعى الغنم في صغره، والتحق بصفوف القوات المغربية التي شاركت في صفوف الجيش الفرنسي ضد ألمانيا النازية خلال الحرب العالمية الثانية. ويذكر رفاقه في الحرب أن الدف رافقه حتى في الخدمة العسكرية إبان الحقبة الإستعمارية.
بعد عودته إلى المغرب احترف الغناء والرقصة الحيدوسية المعروفة بصيحات تعلو أعالي الجبال الأطلسية في المنطقة، وذلك منذ العام 1950 عندما اتخذها كمهنة فنية، بمشوار طويل، مما أكسبه لقب المايسترو بامتياز.

## أعماله

### رقصة أحيدوس
ارتبطت اسم موحى والحسين أشيبان برقصة أحيدوس وهي الرقصة الغنائية الاستعراضية التي ارتبطت منذ بزوغها بالوسط الطبيعي والجغرافي للأطلس، حيث تتعالى الصيحات الحيدوسية التي تتخللها المقاطع الزجلية الغنائية الأمازيغية، هناك نشأت بين أعالي الجبال حيث الغابات والمياه والأغراس والمنتجعات الغنية بالخضرة والمنابع والطبيعة الساكنة والخلابة. وكانت هذه الرقصة الفنية التي ظهرت أول ما ظهرت في شكلها الدائري والنصف دائري، قوامها النساء والرجال على حد سواء، كتعبير استعراضي عن الأفراح والمسرات والمناسبات الجماعية التي تواكب إحياء الإنسان الأطلسي لحياته اليومية المرتبطة ارتباطا وثيقا بالطبيعة والحياة الزراعية في سهول وتخوم جبال الأطلس.

### المايسترو
كان أول من أطلق لقب المايسترو على موحى الحسين أشيبان هو الرئيس الأمريكي رونالد ويلسون ريجان عندما شاهده في ديزني وورلد خلال جولة فنية في الولايات المتحدة الأميركية.

## جوائزه
مثل موحا الحسين أشيبان الفن التراثي المغربي الأطلسي في عدة ملتقيات ومهرجانات عالمية، وكان قادرا على إعطاء مكانة مشرفة لفن أحيدوس في العديد من الملتقبات الفنية الدولية في أفريقيا وأوروبا والولايات المتحدة. منها مهرجان الموسيقى الروحية بفاس حيث شارك في ما يفوق 150 من الملتقيات والمهرجانات الدولية، وكان أول مغربي أوقد مشعل افتتاح كأس العالم لكرة القدم 1982 بإسبانيا.
وحاز على عدة أوسمة وجوائز عالمية، كوسام «الفنان العالمي» الذي سلمته له ملكة بريطانيا سنة 1981.

## وفاته
توفي الفنان يوم 19 فبراير 2016 عن عمر 113 سنة في قريته بين جبال الأطلس.